# Adolf Kneser
Adolf Kneser   (Grüssow (Fünfseen), 19 de març de 1862 - Breslau, 24 de gener de 1930) va ser un matemàtic alemany, conegut pels seus treballs en anàlisi matemàtica.

## Vida i Obra
El seu pare va morir quan només tenia un any i la família es va traslladar a Rostock on va fer els estudis secundaris sota la tutela del seu padrí, el físic i historiador de la ciència Johann Christian Poggendorff. Va cursar estudis universitaris de matemàtiques a les universitats de Heidelberg i Berlín, obtenint el doctorat en aquesta última el 1884. L'any següent va obtenir la venia legendi a la universitat de Marburg, però només hi va estar un curs acadèmic, ja que l'any següent era professor de la universitat de Breslau (actualment, Wrocław a Polònia).
El 1889 va ser nomenat professor de la universitat de Dorpat (avui a Estònia, però aleshores era Rússia), en la qual va romandre fins al 1900. Els cinc anys següents va ser professor de l'Escola de Mines de Berlín (actualment a la Universitat Tècnica de Berlín) i el 1905 va retornar a Breslau on va fer la resta de la seva carrera acadèmica.
El seu fill, Hellmuth Kneser, i el seu net, Martin Kneser, també van ser matemàtics rellevants.
Kneser va destacar en diferents camps de les matemàtiques, àlgebra, geometria, física matemàtica... però el camp en el qual més es va distingir va ser el de l'anàlisi matemàtica. En el seu llibre de text sobre càlcul de variacions, (Lehrbuch der Variationsrechnung), publicat el 1900, desenvolupa nocions fonamentals com les de transversalitat, maximal, minimal, etc. seguint alguns dels resultats obtinguts per Gauss en geodèsia. També és destacable el seu estudi de 1904 sobre la teoria de Sturm-Liouville.
Les seves obres no es van limitar a les matemàtiques, ja que els seus amplis coneixements el van portar a publicar també obres sobre temes filosòfics o d'història de les ciències.